# トム・デマルコ
トム・デマルコ（Tom DeMarco）は、アメリカ合衆国のソフトウェア工学者である。
ソフトウェア開発プロセスの標準化や成熟度モデルの策定等、現在のIT業界が直面する問題に古くから取り組んでおり、その業績に対して1986年にワーニエ賞（Warnier Prize）、1999年にスティーブン賞（Stevens Award）が与えられた。
現在はコンサルティング会社であるアトランティック・システムズ・ギルドの会長兼パートナー、及びCutterコンソーシアムのフェローを務める。訴訟に関するコンサルティングを専門としており、American Arbitration Association（AAA、米国仲裁協会）に参画している。

## 経歴
コーネル大学でBSEE（電気工学学士号）、コロンビア大学でMS（理学修士号）を取得。1963年にベル研究所でESSI（世界初のプログラムが内蔵された電話交換機）の開発プロジェクトに配属された。
1978年にアトランティック・システムズ・ギルドを設立、代表を務める。翌1979年には『Structured Analysis and SystemSpecification（邦題：構造化分析とシステム仕様）』を執筆、構造化手法の分野で名を成した。1986年には、コンピューター分野への長年の功績に対してワーニエ賞（Warnier Prize）が贈られた。
1986年に『Peopleware: Productive Projects and Teams』を発表した。この著書はピープルウェアの概念を広めるのに大きな影響を与えた。1999年には、システム開発手法に関する文献・実践への貢献に対してスティーブン賞（Stevens Award）が贈られた。
2004年には、著書『Waltzing with Bear（邦題：熊とワルツを）』に、Dr. Dobb's Journalからその年の最も優れた著書としてJolt Awardが贈られた
同2004年に来日し、Developers Summit 2004とJaSST'04にて講演を行った。日経XTECHのインタビューでは、IT分野のリスク・マネジメントについて語っている。

## 著作
- 『ピープルウェア（第3版）』（2013年、日経BP社、ISBN 4822285243）第1版:1994年、第2版:2001年
- 『アドレナリンジャンキー』（2009年、日経BP社、ISBN 4822284018）
- 『熊とワルツを』（2003年、日経BP社、ISBN 4822281868）
- 『ゆとりの法則』（2001年、日経BP社、ISBN 4822281116）
- 『デッドライン』（1999年、日経BP社、ISBN 4822280535）
- 『デマルコ大いに語る』（1998年、日科技連出版社、ISBN 4817160578）
- 『構造化分析とシステム仕様＜新装版＞』（1994年、日経BP出版センター、ISBN 4822710041）第1版:1986年
- 『品質と生産性を重視したソフトウェア開発プロジェクト技法』（1987年、近代科学社、ISBN 4764901331）